# Sandra Trattnigg

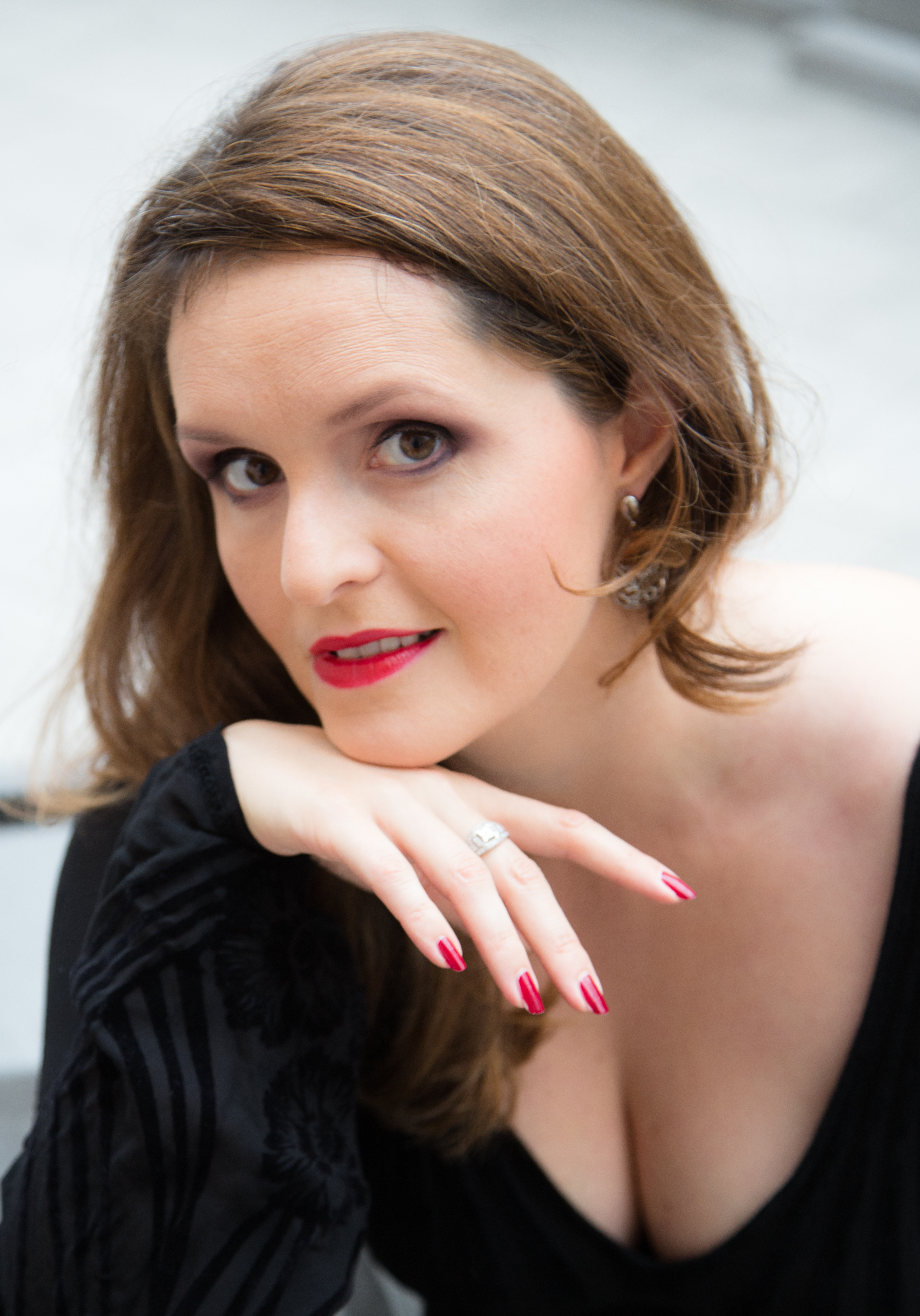
Sandra Trattnigg (2013)

Sandra Trattnigg (* 14. November 1976 in Klagenfurt) ist eine österreichische Opern- und Konzertsängerin (Sopran).

## Leben
Die aus Südkärnten stammende Sopranistin Sandra Trattnigg lebt seit dem Jahr 2005 in Zürich. Ihr Gesangsstudium absolvierte sie an der Universität für Musik und darstellende Kunst in Wien bei Helena Lazarska (Gesang) sowie Edith Mathis (Lied und Oratorium). 2001 gewann sie den Gesangswettbewerb «Kammeroper Schloss Rheinsberg» (Berlin), 2002 war sie Preisträgerin des «Musica Juventutis» Wettbewerbes des Wiener Konzerthauses und 2003 erhielt sie den Förderpreis der Universität Mozarteum Salzburg.
2001 gab Sandra Trattnigg ihr Operndebüt am Schlosstheater Schönbrunn mit Euridice in Glucks «Orfeo ed Euridice». Anschließend war sie als Cleopatra («Giulio Cesare in Egitto») in Wien, Donna Elvira («Don Giovanni») an der Kammeroper Schloss Rheinsberg, Pamina («Die Zauberflöte»), Marie («Verkaufte Braut») und Antonia («Hoffmanns Erzählungen») bei der Oper Klosterneuburg sowie als Micaela («Carmen») am Stadttheater Klagenfurt zu hören.
Danach wurde sie durch Nikolaus Harnoncourt an das Opernhaus Zürich engagiert, wo die Sopranistin u. a. Rollen wie Pamina, Erste Dame, Drusilla, Celia, Anna Geppone, Erstes Blumenmädchen, Herzogin von Parma, Solveig, Marzelline, Micaela, Vitellia, Rosalinde, Elisabeth und Gutrune darstellte. Sie war im Palau de les Arts in Valencia unter Zubin Mehta als Marzelline im Fidelio zu hören und zuletzt brillierte sie mit der Hauptpartie in einer Uraufführung von «Die Stadt der Blinden» sowie als Regina im Mathis Der Maler in Zürich. Im Sommer 2012 sang sie in der Zauberflöte und Il re pastore bei den Salzburger Festspielen und 2013 stand sie als Freia im Rheingold in Leipzig auf der Bühne.
Zudem ist Sandra Trattnigg Konzertsängerin. Die Salzburger Festspiele, der Carinthische Sommer, Konzerthaus und Musikverein Wien, Tonhalle Zürich oder das Gewandhaus zu Leipzig sind eine Auswahl an Stationen ihrer Konzerttätigkeit. In Dresden sang sie 2011 die Lukaspassion von Krzysztof Penderecki mit den Dresdner Philharmonikern. Mit dem Deutschen Symphonie Orchester Berlin unter Ingo Metzmacher sang sie in einer Aufführung von Schuberts Lazarus die Rolle der Martha. Zusammengearbeitet hat Sandra Trattnigg bisher mit Dirigenten wie Nikolaus Harnoncourt, Zubin Mehta, Franz Welser-Möst, Fabio Luisi, Bernard Haitink, Nello Santi, Christian Thielemann, Marc Minkowski, Thomas Rösner, Andrés Orozco-Estrada, Ivor Bolton, Christoph von Dohnányi, Philippe Jordan, Ingo Metzmacher, Daniele Gatti, Ulf Schirmer, Plácido Domingo und Krzysztof Penderecki.

## Partien (Auswahl)

### Oper
- Ludwig van Beethoven: Fidelio – Marzelline
- Georges Bizet: Carmen – Michaela
- Ferruccio Busoni: Doktor Faust – Herzogin von Parma
- Christoph Willibald Gluck: Orpheus ed Euridice – Euridice
- HK Gruber: Der Herrr Norrrdwind – Anna Geppone
- Paul Hindemith: Mathis der Maler – Regina
- Claudio Monteverdi: L’incoronazione di Poppea – Drusilla
- Wolfgang Amadeus Mozart: Die Zauberflöte – Pamina / Erste Dame
- Wolfgang Amadeus Mozart: Don Giovanni – Donna Elvira
- Wolfgang Amadeus Mozart: Così fan tutte – Fiordiligi
- Wolfgang Amadeus Mozart: La clemenza di Tito – Vitellia
- Wolfgang Amadeus Mozart: Il re pastore – Tamiri
- Jacques Offenbach: Les Contes d’Hoffmann – Antonia
- Anno Schreier: Die Stadt der Blinden – Frau des Augenarztes
- Bedřich Smetana: Die verkaufte Braut – Marie
- Johann Strauß: Die Fledermaus – Rosalinde
- Richard Strauss: Ariadne auf Naxos – Echo
- Richard Strauss: Die Frau ohne Schatten – Stimme des Falken / Hüter der Schwelle
- Richard Wagner: Tannhäuser – Elisabeth
- Richard Wagner: Götterdämmerung – Gutrune / III Norne
- Richard Wagner: Parsifal – 1. Blumenmädchen
- Richard Wagner: Die Walküre – Ortlinde
- Richard Wagner: Rheingold – Freia
- Carl Maria von Weber: Der Freischütz – Agathe
- Riccardo Zandonai: Francesca da Rimini – Garsenda

### Konzertrepertoire
- Johann Sebastian Bach: Weihnachtsoratorium
- Johann Sebastian Bach: Matthäuspassion
- Johann Sebastian Bach: Kantaten BWV 21, 89, 93, 155, 163, 193, 199
- Ludwig van Beethoven: 9. Sinfonie
- Ludwig van Beethoven: Musik zu Goethes Trauerspiel Egmont op. 84
- Ludwig van Beethoven: Messe in C-Dur
- Anton Bruckner: Messe in f-Moll
- Gabriel Fauré: Requiem
- Edvard Grieg: Peer Gynt – Solveig
- Georg Friedrich Händel: Solomon – The Queen of Sheba
- Joseph Haydn: Scena di Berenice
- Gustav Mahler: 4. Sinfonie – Die himmlischen Freuden
- Gustav Mahler: 8. Sinfonie – Mater Gloriosa
- Gustav Mahler: Lieder aus des Knaben Wunderhorn
- Felix Mendelssohn Bartholdy: Elias
- Wolfgang Amadeus Mozart: Requiem
- Wolfgang Amadeus Mozart: Missa Brevis D-Dur
- Wolfgang Amadeus Mozart: Krönungsmesse
- Wolfgang Amadeus Mozart: Große Messe in c-Moll – Sopran I
- Wolfgang Amadeus Mozart: Vesperae solennes de Confessore KV 339
- Krzysztof Penderecki: 7. Sinfonie („Seven Gates of Jerusalem“)
- Krzysztof Penderecki: Lukaspassion
- Giovanni Battista Pergolesi: Stabat mater
- Franz Schmidt: Das Buch mit sieben Siegeln
- Franz Schubert: Messe in G-Dur
- Franz Schubert: Messe in As-Dur
- Franz Schubert: diverse Orchesterlieder
- Franz Schubert: Lazarus – Martha
- Richard Strauss: Vier letzte Lieder
- Richard Strauss: diverse Orchesterlieder
- Alexander Zemlinsky: Lyrische Symphonie

## Diskografie (Auswahl)

### CD-Veröffentlichungen
- 2006 Franz Schubert – Messe in As-Dur
- 2006 Gustav Mahler – 4. Symphonie mit Fabio Luisi (Dirigent) und dem MDR-Sinfonieorchester
- 2008 Franz Schmidt – Das Buch mit sieben Siegeln

### DVD-Veröffentlichungen
- 2006 Ferruccio Busoni – Doktor Faust mit Philippe Jordan (Dirigent)
- 2007 Wolfgang Amadeus Mozart – Die Zauberflöte mit Nikolaus Harnoncourt (Dirigent)
- 2007 Franz Schubert – Fierrabras mit Franz Welser-Möst (Dirigent)
- 2007 Richard Wagner – Parsifal mit Bernard Haitink (Dirigent)
- 2007 Richard Strauss – Ariadne auf Naxos mit Christoph von Dohnányi (Dirigent)
- 2007 Benjamin Britten – Peter Grimes mit Franz Welser-Möst (Dirigent)
- 2010 Ludwig van Beethoven – Fidelio mit Bernard Haitink (Dirigent)
- 2014 Wolfgang Amadeus Mozart – Die Zauberflöte mit Nikolaus Harnoncourt (Dirigent)

## Auszeichnungen
- 2005 Frauenkulturpreis für Musik des Landes Kärnten (Österreich)